# Dzjivan Gasparjan
Dzjivan Gasparjan (armeniska Ջիվան Գասպարյան), född 12 oktober  1928 i Solak nära Jerevan i Armenien, död 6 juli 2021 i Armenien, var en armenisk musiker och kompositör. Han spelade träblåsinstrumentet duduk.
Gasparjan spelade framför allt traditionella armeniska folksånger, men skrev även eget material. Han har även tonsatt dikter av poeten Vahan Derian. Han var professor på konservatoriet i Jerevan, och har där utbildat många musiker i duduk.
Gasparjan har turnerat i Europa, Asien och Mellanöstern, och har även uppträtt i New York och Los Angeles, bland annat med Los Angeles Philharmonic Orchestra. Han har spelat duduk i soundtracket till filmer som Gladiator, Belägringen och The Crow.

## Diskografi
- I Will Not Be Sad in This World (1989)
- Moon Shines at Night
- The Crow, soundtrack (1994)
- Ask me no questions (1996)
- Apricots from Eden (1996)
- Black Rock, med Michael Brook (1998)
- Djivan Gasparyan Quartet (1998)
- The Siege, soundtrack (1998)
- Heavenly Duduk (1999)
- Armenian Fantasies (2000)
- Gladiator, soundtrack (2000)
- Fuad (2001)